# 1. Bundesliga 1973-74
La Fußball-Bundesliga 1973/74 fue la 11.ª temporada de la Bundesliga, liga de fútbol de primer nivel de Alemania Federal. Comenzó el 11 de agosto de 1973 y finalizó el 18 de mayo de 1974.

## Equipos participantes
| Equipo                   | Ciudad             | Estadio                  | Capacidad |
| ------------------------ | ------------------ | ------------------------ | --------- |
| Bayern de Múnich         | Múnich             | Olympiastadion Múnich    | 70.000    |
| VfL Bochum               | Bochum             | Ruhrstadion              | 40.000    |
| Borussia Mönchengladbach | Mönchengladbach    | Bökelbergstadion         | 34.500    |
| FC Colonia               | Colonia            | Radrennbahn Müngersdorf  | 29.000    |
| MSV Duisburgo            | Duisburgo          | Wedaustadion             | 38.500    |
| Eintracht Frankfurt      | Frankfurt del Main | Waldstadion              | 87.000    |
| Fortuna Colonia          | Colonia            | Radrennbahn Müngersdorf  | 29.000    |
| Fortuna Düsseldorf       | Düsseldorf         | Rheinstadion             | 59.600    |
| Hamburgo SV              | Hamburgo           | Volksparkstadion         | 80.000    |
| Hannover 96              | Hannover           | Niedersachsenstadion     | 86.000    |
| Hertha Berlín            | Berlín             | Olympiastadion Berlín    | 100.000   |
| 1. FC Kaiserslautern     | Kaiserslautern     | Stadion Betzenberg       | 42.000    |
| Kickers Offenbach        | Offenbach del Meno | Stadion am Bieberer Berg | 30.000    |
| Rot-Weiss Essen          | Essen              | Georg-Melches-Stadion    | 40.000    |
| FC Schalke 04            | Gelsenkirchen      | Parkstadion              | 70.000    |
| VfB Stuttgart            | Stuttgart          | Neckarstadion            | 53.000    |
| Werder Bremen            | Bremen             | Weserstadion             | 32.000    |
| Wuppertaler SV           | Wuppertal          | Stadion am Zoo           | 28.000    |

### Relevos
| Pos  | Descendidos de 1. Bundesliga |
| ---- | ---------------------------- |
| 17.º | Eintracht Braunschweig       |
| 18.º | Rot-Weiß Oberhausen          |

| Pos       | Ascendidos de Regionalliga |
| --------- | -------------------------- |
| 1.º Oeste | Rot-Weiss Essen            |
| 2.º Oeste | Fortuna Colonia            |

## Clasificación
| Pos. | Equipo                   | Pts. | PJ | G  | E  | P  | GF | GC | Dif. | Clasificación                                |
| ---- | ------------------------ | ---- | -- | -- | -- | -- | -- | -- | ---- | -------------------------------------------- |
| 1    | Bayern de Múnich (C)     | 49   | 34 | 20 | 9  | 5  | 95 | 53 | +42  | Clasificado a la Copa de Campeones de Europa |
| 2    | Borussia Mönchengladbach | 48   | 34 | 21 | 6  | 7  | 93 | 52 | +41  | Clasificado a la Copa de la UEFA             |
| 3    | Fortuna Düsseldorf       | 41   | 34 | 16 | 9  | 9  | 61 | 47 | +14  | Clasificado a la Copa de la UEFA             |
| 4    | Eintracht Frankfurt      | 41   | 34 | 15 | 11 | 8  | 63 | 50 | +13  | Clasificado a la Recopa de Europa            |
| 5    | FC Colonia               | 39   | 34 | 16 | 7  | 11 | 69 | 56 | +13  | Clasificado a la Copa de la UEFA             |
| 6    | 1. FC Kaiserslautern     | 38   | 34 | 15 | 8  | 11 | 80 | 69 | +11  |                                              |
| 7    | FC Schalke 04            | 37   | 34 | 16 | 5  | 13 | 72 | 68 | +4   |                                              |
| 8    | Hertha Berlín            | 33   | 34 | 11 | 11 | 12 | 56 | 60 | −4   |                                              |
| 9    | VfB Stuttgart            | 31   | 34 | 12 | 7  | 15 | 58 | 57 | +1   |                                              |
| 10   | Kickers Offenbach        | 31   | 34 | 11 | 9  | 14 | 56 | 62 | −6   |                                              |
| 11   | Werder Bremen            | 31   | 34 | 9  | 13 | 12 | 48 | 56 | −8   |                                              |
| 12   | Hamburgo SV              | 31   | 34 | 13 | 5  | 16 | 53 | 62 | −9   | Clasificado a la Copa de la UEFA             |
| 13   | Rot-Weiß Essen           | 31   | 34 | 10 | 11 | 13 | 56 | 70 | −14  |                                              |
| 14   | VfL Bochum               | 30   | 34 | 9  | 12 | 13 | 45 | 57 | −12  |                                              |
| 15   | MSV Duisburgo            | 29   | 34 | 11 | 7  | 16 | 42 | 56 | −14  |                                              |
| 16   | Wuppertaler SV           | 25   | 34 | 8  | 9  | 17 | 42 | 65 | −23  |                                              |
| 17   | Fortuna Colonia (D)      | 25   | 34 | 8  | 9  | 17 | 46 | 79 | −33  | Descenso a la 2. Bundesliga                  |
| 18   | Hannover 96 (D)          | 22   | 34 | 6  | 10 | 18 | 50 | 66 | −16  | Descenso a la 2. Bundesliga                  |

 Fuente: BDFutbol
Notas:
1. ↑  El Eintracht Frankfurt se clasificó para la Recopa de Europa, la plaza para la Copa de la UEFA fue cedida al Hamburgo, subcampeón de la Copa de Alemania.

| Bandera de Alemania             |
| Campeón Bayern Múnich 5° título |

## Resultados
| Local \ Visitante        | BAY | BOC | BOM | COL | DUI | EFR | FOC | FOD | HAM | HAN | HER | KAI | KIC | RWE | SCH | STU | WER | WUP |
| ------------------------ | --- | --- | --- | --- | --- | --- | --- | --- | --- | --- | --- | --- | --- | --- | --- | --- | --- | --- |
| Bayern de Múnich         | —   | 4–0 | 4–3 | 4–1 | 4–2 | 2–2 | 5–1 | 3–1 | 4–1 | 5–1 | 3–1 | 1–1 | 1–0 | 2–0 | 5–1 | 3–0 | 2–2 | 3–0 |
| VfL Bochum               | 0–1 | —   | 1–1 | 0–2 | 3–0 | 1–1 | 2–0 | 3–3 | 2–0 | 3–1 | 2–1 | 2–2 | 4–1 | 1–2 | 2–5 | 0–0 | 0–0 | 2–1 |
| Borussia Mönchengladbach | 5–0 | 2–0 | —   | 1–1 | 3–2 | 0–0 | 3–1 | 1–2 | 6–1 | 4–3 | 1–1 | 2–2 | 5–1 | 2–2 | 6–0 | 3–1 | 3–1 | 7–1 |
| FC Colonia               | 4–3 | 2–2 | 0–1 | —   | 5–1 | 1–1 | 5–0 | 4–2 | 1–2 | 2–1 | 3–4 | 3–1 | 2–0 | 3–2 | 3–1 | 5–2 | 2–0 | 0–0 |
| MSV Duisburgo            | 0–4 | 0–0 | 1–2 | 5–1 | —   | 1–1 | 1–3 | 0–1 | 0–0 | 1–1 | 1–1 | 2–1 | 4–0 | 1–0 | 2–0 | 1–0 | 3–1 | 0–0 |
| Eintracht Frankfurt      | 1–1 | 3–1 | 1–0 | 2–1 | 3–0 | —   | 4–2 | 2–1 | 1–0 | 1–1 | 2–0 | 3–1 | 2–2 | 6–0 | 2–1 | 4–3 | 1–1 | 1–0 |
| Fortuna Colonia          | 0–3 | 2–2 | 3–5 | 0–2 | 3–0 | 3–2 | —   | 1–1 | 3–0 | 2–2 | 3–3 | 3–3 | 2–1 | 1–3 | 1–1 | 1–0 | 1–3 | 2–1 |
| Fortuna Düsseldorf       | 4–2 | 1–1 | 1–0 | 3–0 | 2–1 | 1–0 | 5–1 | —   | 2–0 | 2–0 | 1–1 | 2–5 | 3–3 | 3–0 | 0–1 | 2–0 | 1–1 | 2–0 |
| Hamburgo SV              | 0–5 | 5–0 | 1–0 | 3–1 | 2–0 | 4–2 | 4–0 | 1–3 | —   | 1–4 | 0–2 | 0–2 | 0–0 | 2–3 | 5–2 | 1–0 | 3–0 | 2–1 |
| Hannover 96              | 3–1 | 1–2 | 0–2 | 1–0 | 2–2 | 0–0 | 1–1 | 1–2 | 2–2 | —   | 3–1 | 4–2 | 2–3 | 1–2 | 0–1 | 3–0 | 0–1 | 1–1 |
| Hertha Berlín            | 2–2 | 4–2 | 3–4 | 2–2 | 2–4 | 2–1 | 1–1 | 2–0 | 2–1 | 4–2 | —   | 3–1 | 2–2 | 1–1 | 1–0 | 1–0 | 0–0 | 3–0 |
| 1. FC Kaiserslautern     | 7–4 | 0–2 | 2–4 | 1–2 | 2–1 | 1–4 | 2–1 | 3–2 | 1–4 | 2–1 | 3–1 | —   | 3–0 | 0–0 | 4–0 | 4–0 | 2–2 | 4–0 |
| Kickers Offenbach        | 2–2 | 2–2 | 2–3 | 1–2 | 2–0 | 5–2 | 4–0 | 3–0 | 2–5 | 2–1 | 1–1 | 2–3 | —   | 1–1 | 1–2 | 2–1 | 4–0 | 0–1 |
| Rot-Weiß Essen           | 0–1 | 2–2 | 2–6 | 1–1 | 4–2 | 6–3 | 0–2 | 1–4 | 1–1 | 1–1 | 3–2 | 3–3 | 1–2 | —   | 2–5 | 3–3 | 3–1 | 2–1 |
| FC Schalke 04            | 5–5 | 3–1 | 2–0 | 2–2 | 0–1 | 3–1 | 6–1 | 4–2 | 3–1 | 3–1 | 3–0 | 3–3 | 0–2 | 3–1 | —   | 2–3 | 4–2 | 4–2 |
| VfB Stuttgart            | 1–1 | 2–0 | 6–1 | 2–1 | 0–1 | 3–1 | 2–1 | 0–0 | 3–0 | 5–1 | 2–0 | 3–4 | 4–0 | 0–3 | 3–0 | —   | 2–2 | 2–2 |
| Werder Bremen            | 1–1 | 1–0 | 2–3 | 4–2 | 1–2 | 1–2 | 2–0 | 0–0 | 1–1 | 3–3 | 4–1 | 3–1 | 0–2 | 1–1 | 2–1 | 1–1 | —   | 3–0 |
| Wuppertaler SV           | 1–4 | 2–0 | 2–4 | 1–3 | 2–0 | 1–1 | 0–0 | 2–2 | 3–0 | 2–1 | 2–1 | 2–4 | 1–1 | 2–0 | 1–1 | 3–4 | 4–1 | —   |

## Máximos goleadores
| Jugador          | Equipo                   | Goles |
| ---------------- | ------------------------ | ----- |
| Jupp Heynckes    | Borussia Mönchengladbach | 30    |
| Gerd Müller      | Bayern Múnich            | 30    |
| Klaus Fischer    | Schalke 04               | 21    |
| Klaus Toppmöller | Kaiserslautern           | 21    |
| Roland Sandberg  | Kaiserslautern           | 19    |
| Uli Hoeneß       | Bayern Múnich            | 18    |
| Hermann Ohlicher | VfB Stuttgart            | 17    |
| Dieter Müller    | Colonia                  | 17    |
| Reiner Geye      | Fortuna Düsseldorf       | 16    |
| Johannes Löhr    | Colonia                  | 16    |
| Günter Pröpper   | Wuppertaler              | 16    |